# Jens Locher
Jens Thilson Locher. (Født 10. marts 1889 i København, død 22. juni 1952 samme sted). Dansk forfatter, dramatiker og journalist, søn af maleren Carl Locher og bror til billedhugger Axel Locher.
Han er begravet på Tibirke Kirkegård.